# Krásna
Krásna (nad Hornádom) (vertaald: Krásna aan de Hornád) (Hongaars: Abaszéplak) is een autonoom stadsdeel in Košice.

Plaatsbepaling van het stadsdeel Krásna binnen de stad Košice.

## Topografie

### Ligging
Krásna ligt in het district Košice IV, op een afstand van ongeveer 7 kilometer ten zuidoosten van het centrum van Košice (Staré Mesto). Het ligt in het Košice-bekken, aan de oever van de rivier Hornád, op een hoogte van 192 meter boven de zeespiegel. De plaats heeft een oppervlakte van 20,05 km².

### Waterlopen
De rivier Hornád stroomt van noord naar zuid door het stadsdeel.

### Straten
De volgende straten liggen geheel of gedeeltelijk in Krásna:
1. mája; Adamova; Baničova; Beniakova; Bezručova; Edisonova; Feketeova pažiť; Goldirova; Golianova; Horčakova; Horná; K majeru; Kaldišova; Kertésova; Kladenská; Konopná; Krajná; Križinova; Lackova; Minská; Mozartova; Na pažiti; Opatska; Orná; Pasienková; Piesočná; Pollova; Prašná; Pri Hornáde; Rehoľná; Smutná; Sv. Gorazda, Štrková; Tatarkova; Ukrajinská; Urbárska, Vyšný dvor; Zelená; Žiacka.

## Historische naamgeving[1]
- 1219 - Abbas de Zebloc (Latijn)
- 1255 - Sceplok
- 1288 - Villa Zeplak
- 1328 - Zeplak
- 1808 - Széplak (Hongaars)
- 1906 - Siplak
- 1918 - Krásna nad Hornádom (Slowaaks)

## Geschiedenis

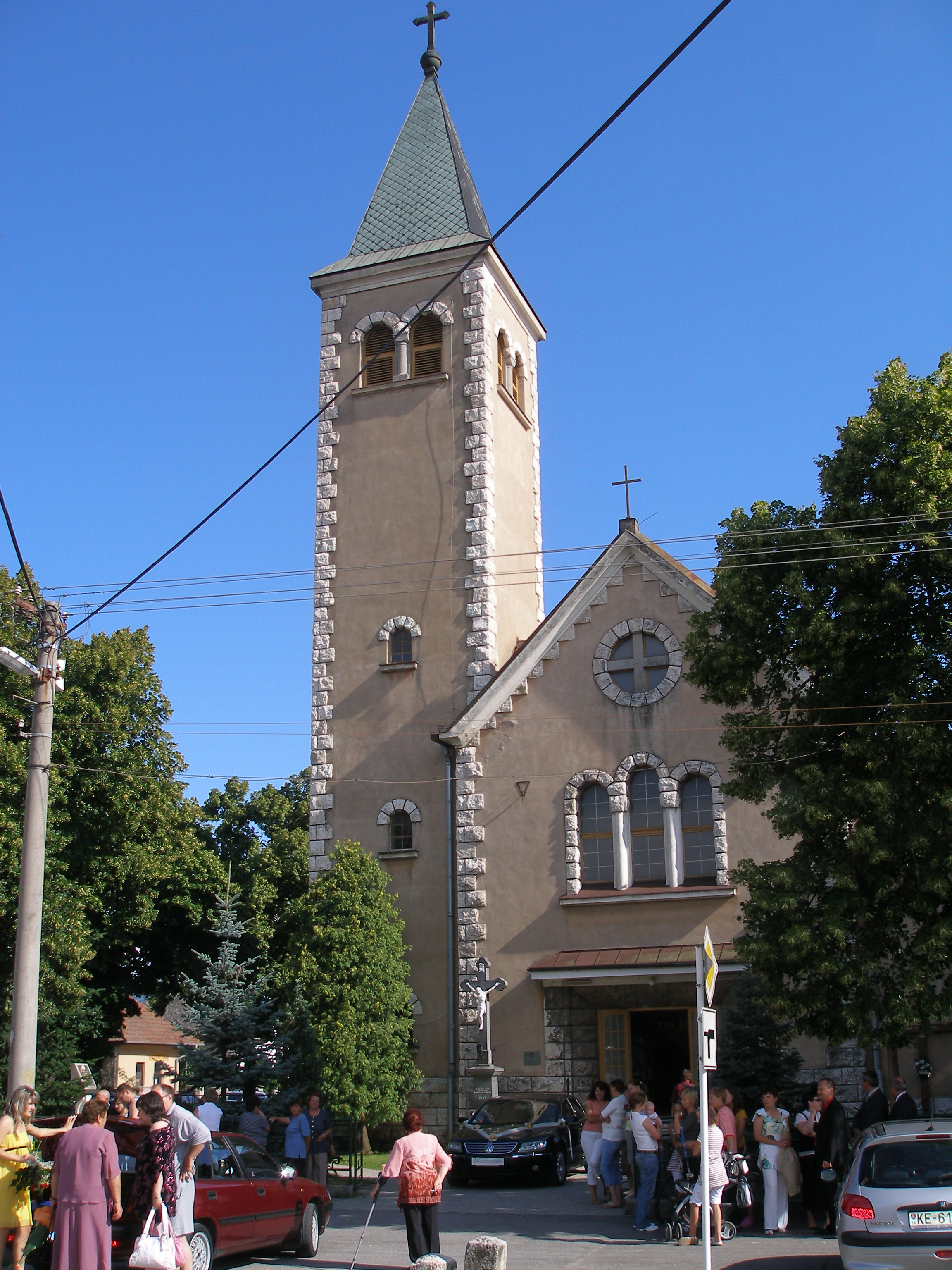
Sint-Cyrillus- en Methodiuskerk.

De nederzetting ontstond in de 12e eeuw. Ze werd voor het eerst schriftelijk vermeld in 1143. In dat jaar stichtte de familie Aba er een benedictijnerabdij. Aanvankelijk noemde men het dorp : "Zeploc". Mettertijd kreeg het de Hongaarse benaming Abaszéplak. Deze naam was een samenvoeging van "Aba" (de stichtende familie) en de oude naam: "Zeploc".
In 1526 leverde de Slag bij Mohács een overwinning op voor de Ottomanen en een nederlaag voor Hongaarse machthebbers. Na de nederlaag van de Hongaren werd de abdij omstreeks 1530 verwoest. Later, in 1567, namen de jezuïeten van Trnava het landgoed van het vernielde klooster in eigendom.
In het voorjaar van 1619 werd de jezuïet Marko Krizin gelast met het beheer van het domein der voormalige abdij doch enkele maanden later, op 7 september, werden hij samen met twee gezellen in Staré Mesto gemarteld en gedood tijdens de opstand van George I Rákóczi.
In de 17e en 18e eeuw diende het terrein van het vroegere klooster als begraafplaats. 
Aan het einde van de 18e eeuw schreef András Vályi (° 1764 - † 1801) :
 
" SZÉPLAK. Comitaat Abaúj. Het is genoemd naar zijn abdij ".
Elek Fényes (° 1807 - † 1876) schreef in 1851 over het dorp:

" Geteld 906 Rooms-Katholieken, 132 gereformeerden, 50 Grieks-Katholieken, 37 evangelisch gezinden en 26 Joodse inwoners. Er is een Rooms-Katholieke parochiekerk. Het land is vruchtbaar. Er is een bos en ook een kasteel met een mooie grote tuin ".
In het boekdeel van Samov Borovszky (° 1860 - † 1912) over het graafschap Abaúj-Torna leest men met betrekking tot het huidige stadsdeel Krásna :
 
" Széplak-Apáti en Abauj-Széplak zijn onderling verbonden dorpen. Het eerste heeft 45 huizen, 370 Hongaarse bewoners en het is de zetel van de districtsnotaris. Het tweede heeft 146 huizen en 1019 bewoners. Er is een postkantoor. Het telegraafkantoor is in Barca. Naast het dorp ligt de grootste zigeunernederzetting van de provincie. Széplak werd in 1678 bezet door Imre Thököly... "
Het kasteel waarvan sprake in Elek Fényes' geschriften dateert van 1780. De eerste onderwijsinrichting van het dorp werd in dit gebouw ingericht. Mettertijd trok men een aangepast schoolgebouw op, dat later de naam aannam van de in 1619 vermoorde martelaar Marko Krizin.
Tot de toepassing van het Verdrag van Trianon in 1920 maakten de twee dorpen Széplak-Apáti en Abauj-Széplak deel uit van het Hongaarse comitaat Abaúj-Torna (latijn: Comitatus Abaujvariensis). Tussen 1920 en 1938 waren ze toegewezen aan de Eerste Tsjecho-Slowaakse Republiek. Vanaf 1938 tot 1945 kwamen ze -als gevolg van de Eerste Weense Arbitrage- weer onder Hongaars bestuur. In 1945 werd Abaszéplak officieel samengevoegd met Széplakapát. In dat jaar werd het dorp opnieuw ingedeeld bij Tsjecho-Slowakije.
In 1976 werd het dorp een aanhorigheid van de stad Košice.

## Bevolking
Krásna heeft een bevolkingsdichtheid van 304,29 inwoners per vierkante kilometer.

Het aantal inwoners gaat bestendig in stijgende lijn.
| Jaar | Inwoners | Nationaliteit                    |
| ---- | -------- | -------------------------------- |
| 1910 | 1064     | • 831 Slowaken en • 213 Hongaren |
| 1938 | 1372     |                                  |
| 2011 | 4420     | • 3609 Slowaken                  |
| 2013 | 4739     |                                  |
| 2017 | 5401     |                                  |
| 2020 | 6101     |                                  |

## Bezienswaardigheden

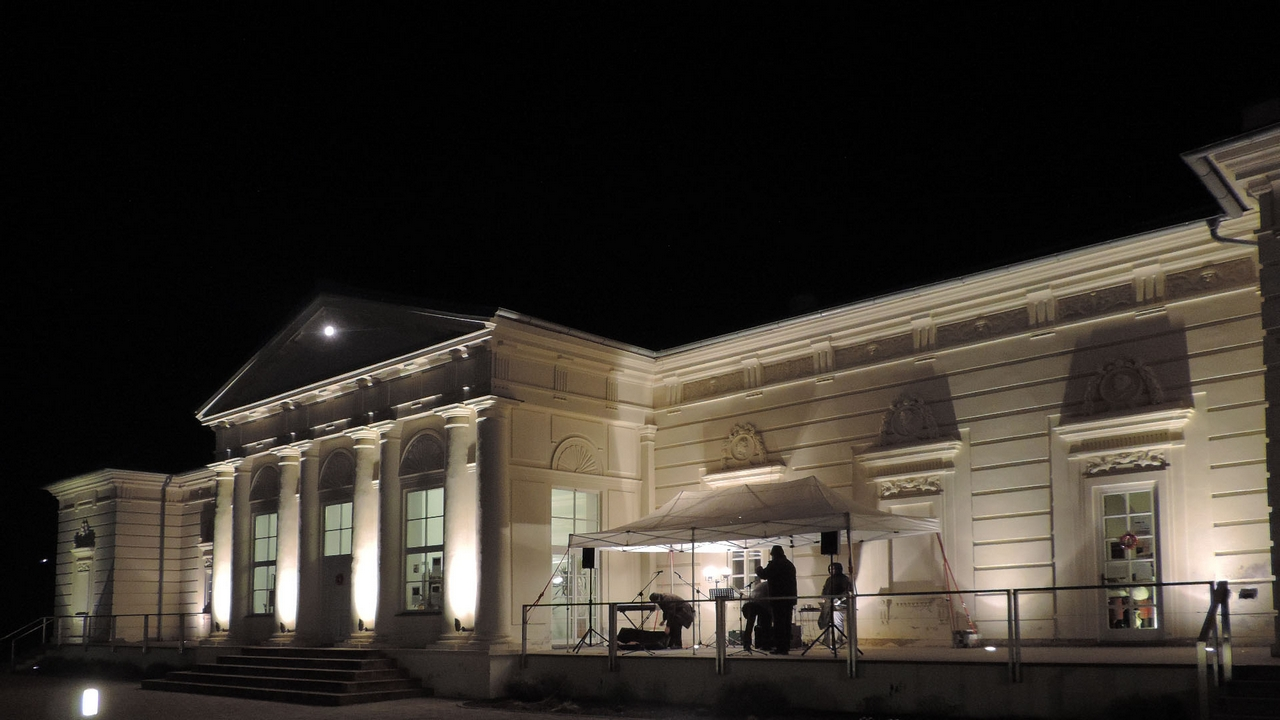
Het kasteel.

- Ruïnes van de in 1143 gestichte benedictijnenabdij van Széplak.
- Het kasteel in de barok-classicistische stijl. Opgetrokken in 1780 en gerenoveerd in 1988.
- Een rococo herenhuis, gebouwd in 1773 en in de 19e eeuw uitgebreid in classicistische stijl.
- De rooms-katholieke kerk gewijd aan Sint-Cyrillus en Methodius. Ze werd gebouwd in 1935.

## Openbaar vervoer

### Treinen
- In het westen van Krásna, aan de grens met het stadsdeel Barca, ligt het station Krásna nad Hornádom. Daar vertrekken regelmatig reizigerstreinen, onder meer naar het station van Košice.
- In het station van Košice, op een afstand van ongeveer 7 kilometer van Krásna, vertrekken treinen naar verscheidene binnenlandse en buitenlandse bestemmingen.

### Autobussen
De autobuslijnen nummers 28 en 52 bedienen het stadsdeel Krásna.

## Externe koppeling
- (sk)  Abaszéplak honlapja
- (sk)  Abaszéplak Szlovákia térképén
- (sk)  Informácie o MČ Krásna na Cassovia.sk
- (sk)  Územný plán mestskej časti Košice-Krásna